# Two from the Vault
Two from the Vault è un album dal vivo del gruppo musicale statunitense Grateful Dead, pubblicato nel 1992.

## Tracce

### Disco 1
1. Good Morning, Little Schoolgirl - 15:59
2. Dark Star - 11:20
3. St. Stephen - 4:40
4. The Eleven - 14:27
5. Death Don't Have No Mercy - 8:23

### Disco 2
1. That's It for the Other One - 15:40
2. New Potato Caboose - 14:16
3. Turn On Your Lovelight - 17:13
4. (Walk Me Out in the) Morning Dew - 7:13

### Disco 3 (Edizione Estesa 2007)
1. Alligator - 18:43
2. Caution (Do Not Stop on Tracks) - 11:30
3. Feedback - 4:01

## Formazione
- Jerry Garcia – chitarra, voce
- Phil Lesh – basso, voce
- Ron "Pigpen" McKernan – tastiera, armonica, voce
- Bob Weir – chitarra, voce
- Bill Kreutzmann – percussioni
- Mickey Hart – percussioni